# Bianzano
Bianzano is een gemeente in de Italiaanse provincie Bergamo (regio Lombardije) en telt 543 inwoners (31-12-2004). De oppervlakte bedraagt 6,6 km², de bevolkingsdichtheid is 87 inwoners per km².

## Demografie
Bianzano telt ongeveer 215 huishoudens. Het aantal inwoners daalde in de periode 1991-2001 met 1,0% volgens cijfers uit de tienjaarlijkse volkstellingen van ISTAT.
| Jaar | Inwoneraantal |
| ---- | ------------- |
| 1991 | 526           |
| 2001 | 521           |
| 2004 | 543           |

## Geografie
De gemeente ligt op ongeveer 614 m boven zeeniveau.
Bianzano grenst aan de volgende gemeenten: Cene, Gaverina Terme, Leffe, Peia, Ranzanico, Spinone al Lago.

## Externe link

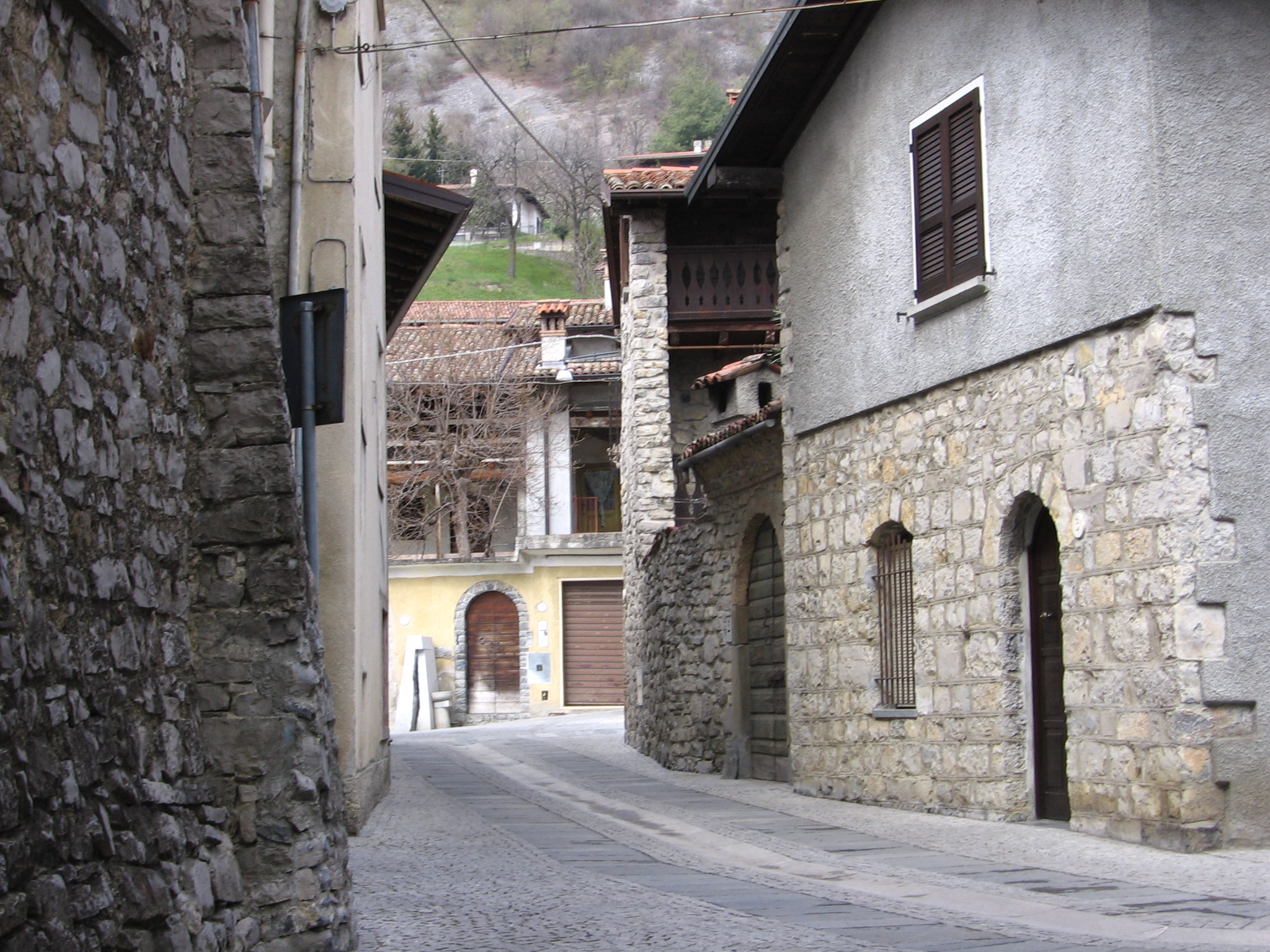
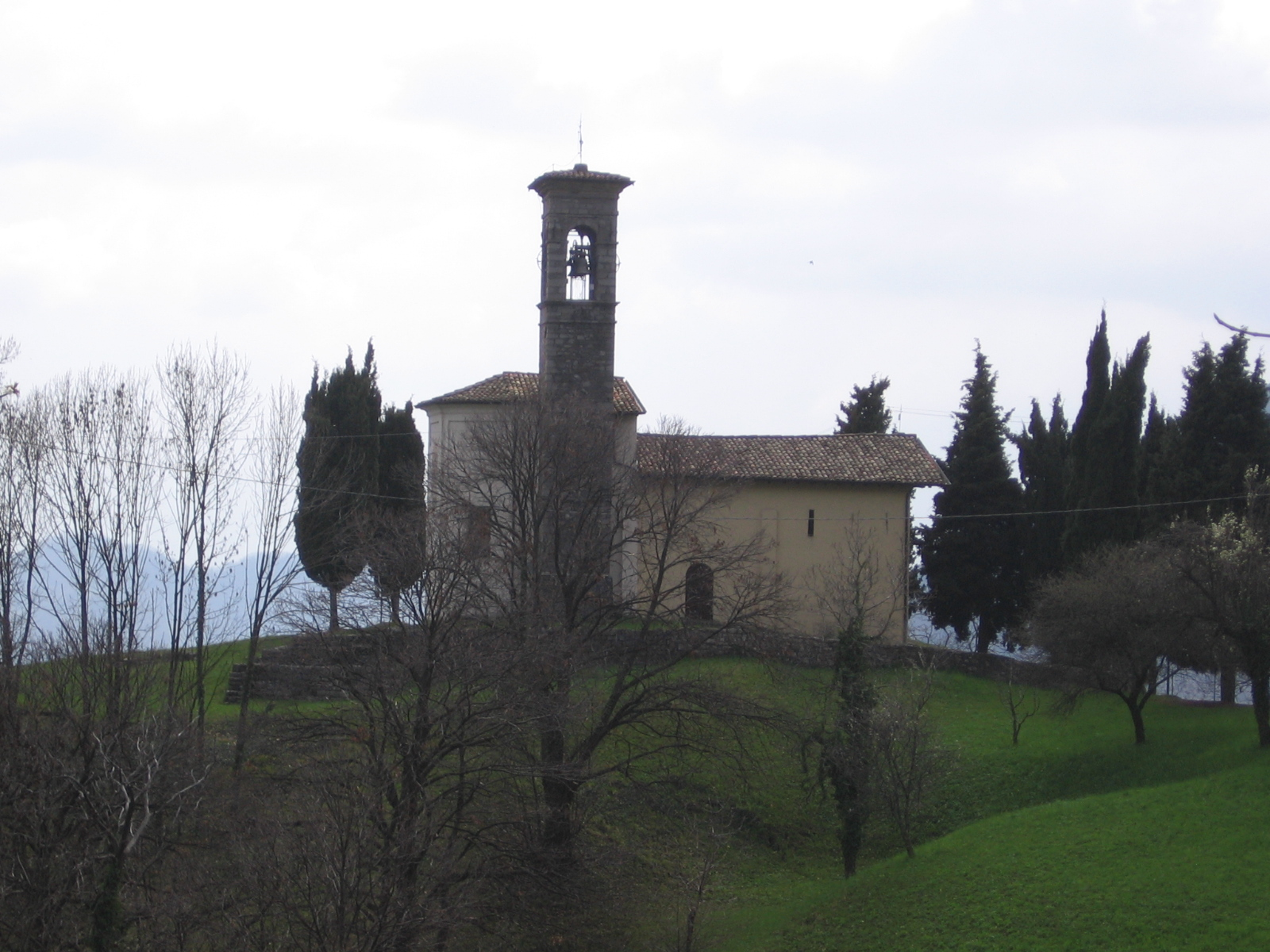
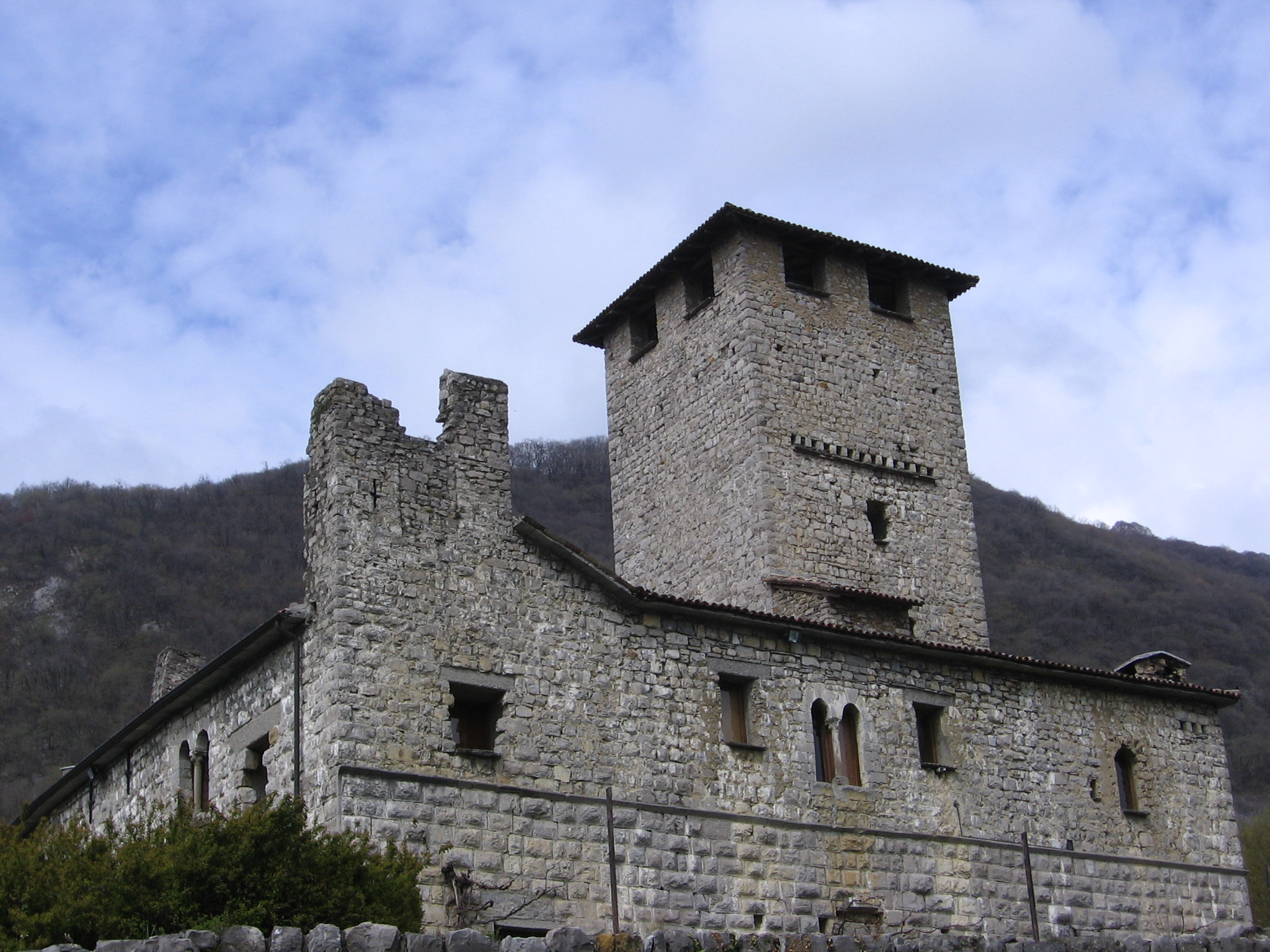
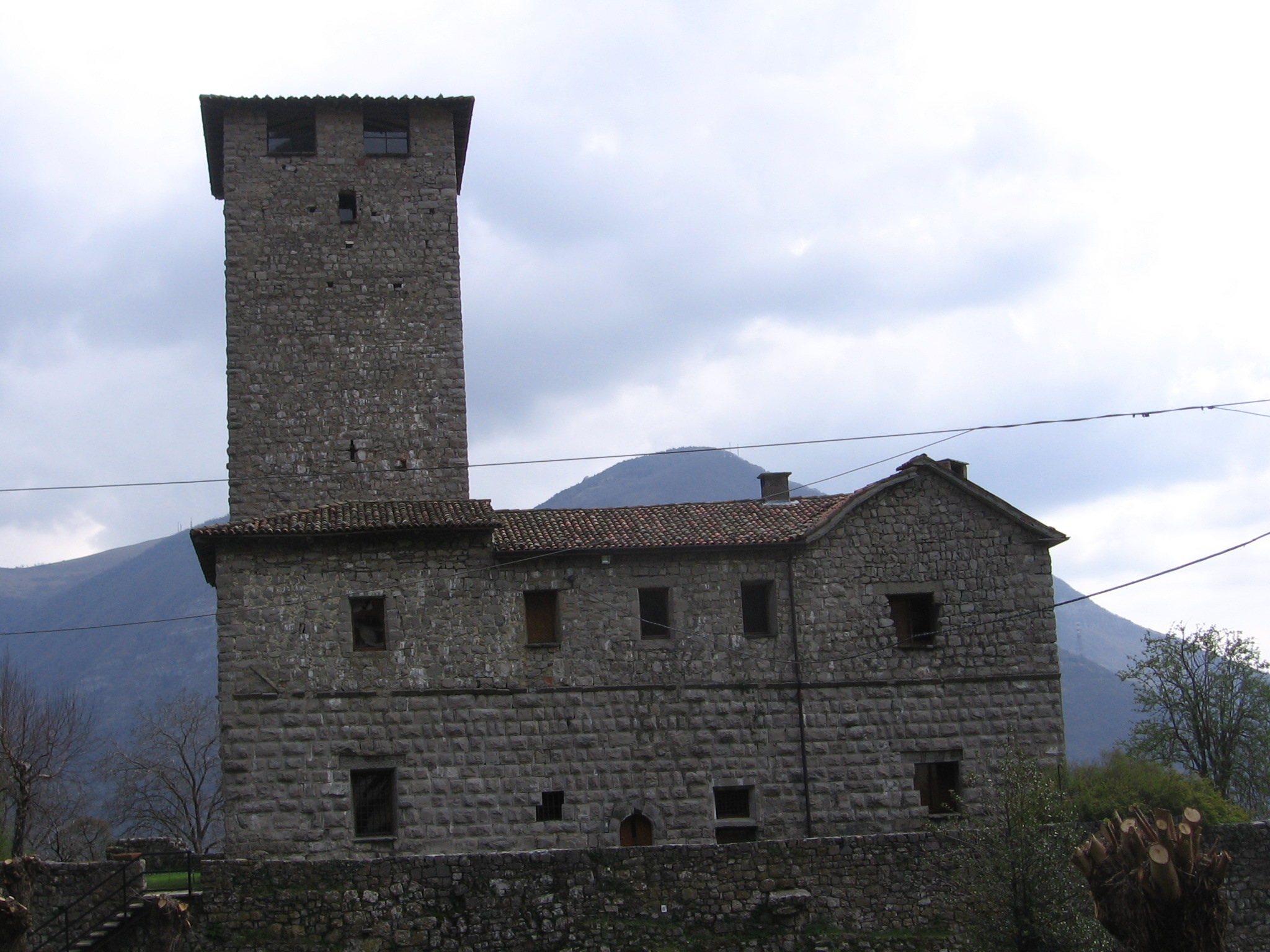
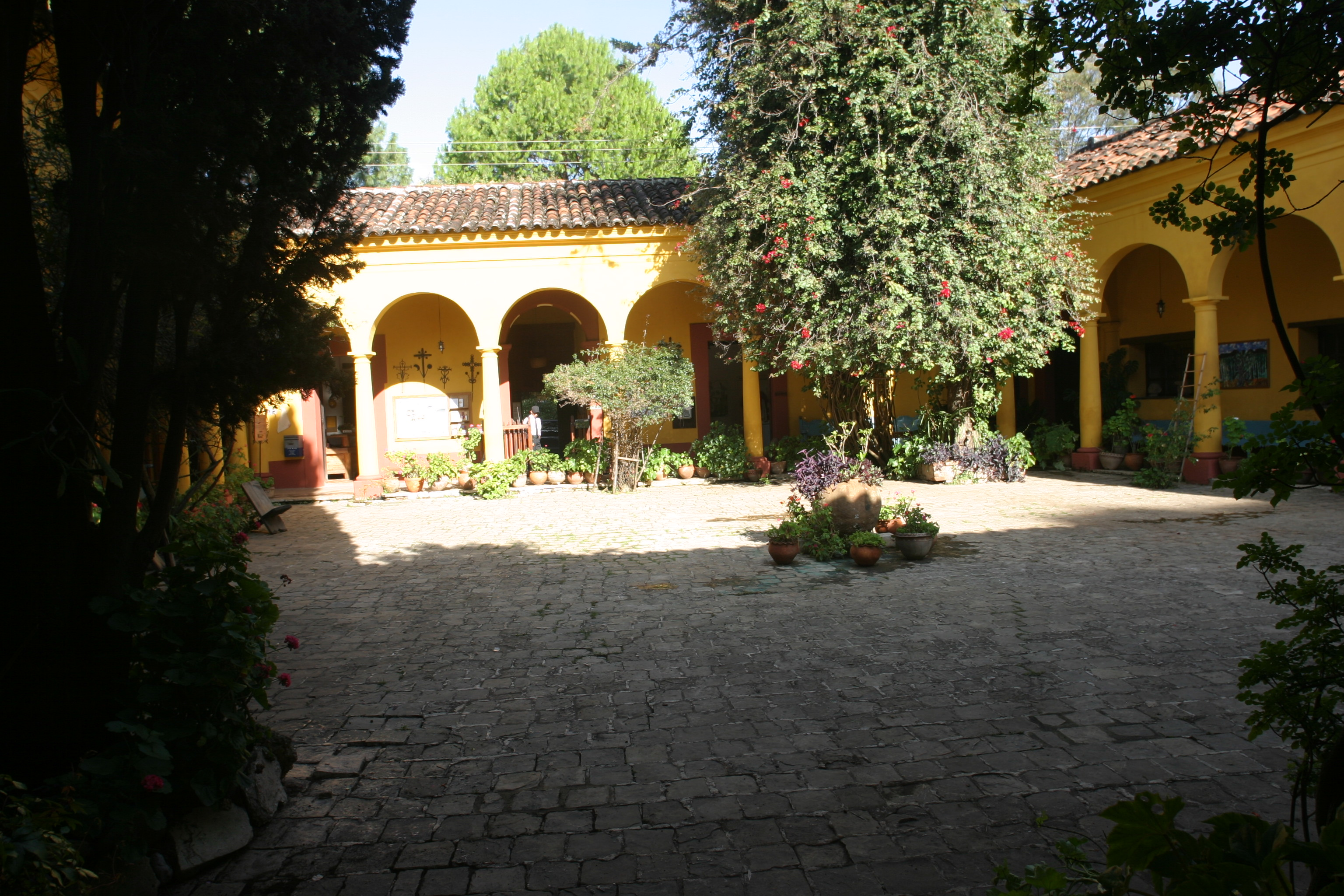